# Brusio
Brusio, im lombardischen Ortsdialekt Brüsc [bryʃ] (deutsch veraltet Brüs, rätoromanisch Brüsch), ist eine politische Gemeinde im südlichen Kanton Graubünden, Schweiz. Zusammen mit der Nachbargemeinde Poschiavo bildet Brusio die Talschaft Puschlav  (italienisch Val Poschiavo) und die Region Bernina.

## Wappen
Blasonierung: In Rot durchgehendes silbernes Kreuz.
Das Kreuz wurde als Siegelbild seit Anfang des 17. Jahrhunderts verwendet, zusammen mit der Devise sub hoc signo vinces. Farben der ehemaligen Gerichtsgemeinde Puschlav.

## Geographie

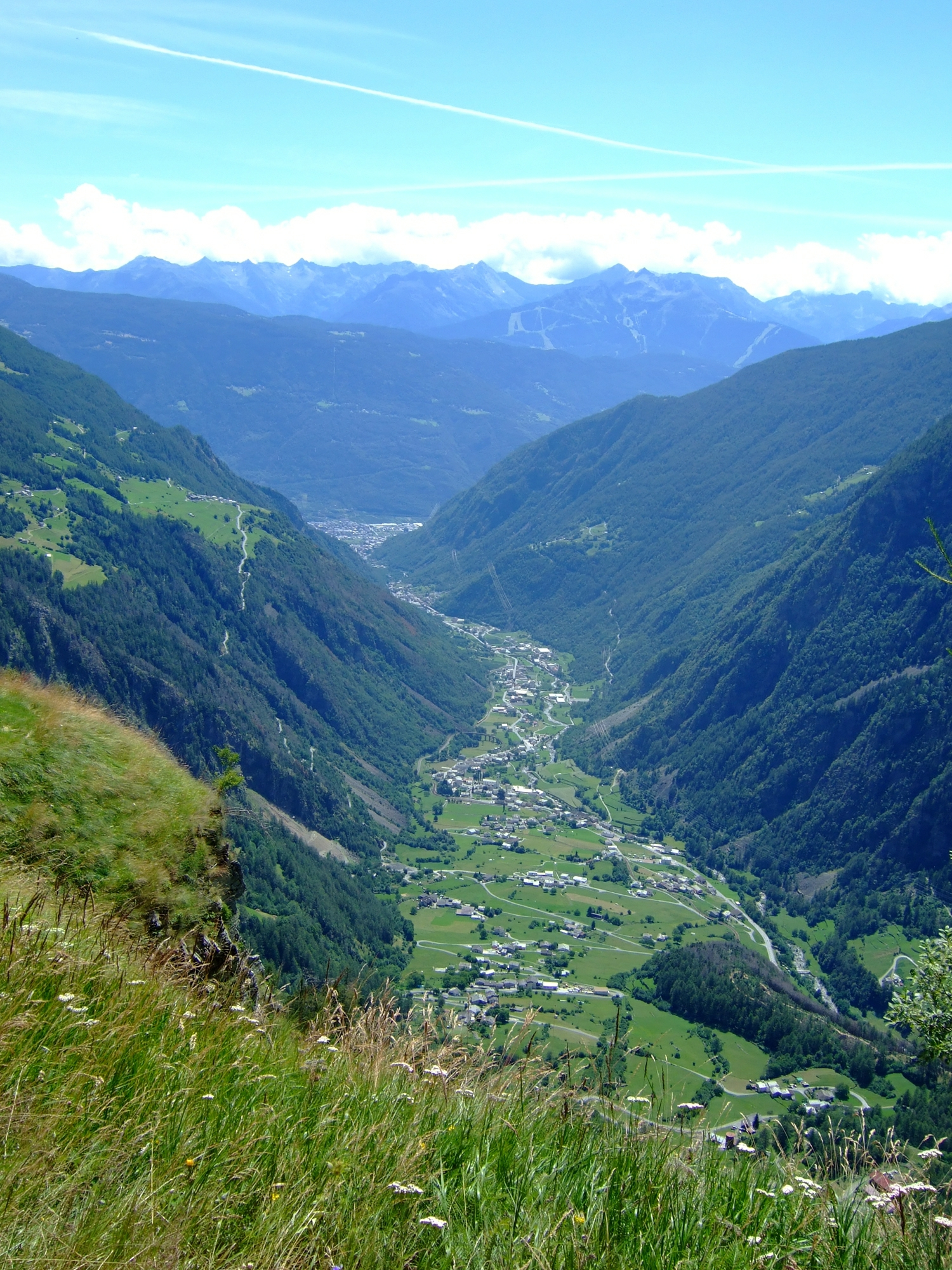
Blick auf Brusio von der Alp San Romerio aus

Historisches Luftbild von Werner Friedli (1954)

Das Gemeindegebiet umfasst das untere Puschlav und erstreckt sich vom südlichen Ende des Lago di Poschiavo bis zur italienischen Grenze bei Piattamala, die mit 517 m ü. M. den tiefsten Punkt der Gemeinde markiert. Die höchste Erhebung bildet der 2901 m hohe Piz Combul.
Im Talboden liegen der Hauptort Brusio (780 m) und, unterhalb davon, die Dörfer Campascio (637 m) und Campocologno (553 m) sowie der Weiler Zalende. Auf schmalen Terrassen, oberhalb der von Geröllhalden und lockeren Kastanienhainen geprägten Talflanken, liegen die Dörfer Viano (1281 m) und – in extremer Steillage auf Höhen von 1300 bis 1550 m verstreut – Cavaione. Zur Gemeinde gehören auch ein Teil von Miralago sowie mehrere Maiensässe und Alpsiedlungen.
Im Jahr 1997 wurden 16,6 % der Gemeindefläche landwirtschaftlich genutzt, der Wald nahm 54,1 % ein, die Siedlungen 2,3 %. Als unproduktiv galten 27,0 %.
Die Gemeinde ist auf drei Seiten von italienischem Gebiet umgeben. Nachbargemeinden sind neben Poschiavo die zur Provinz Sondrio gehörenden Grosotto, Vervio, Tirano, Villa di Tirano, Bianzone, Teglio und Chiuro.

## Geschichte

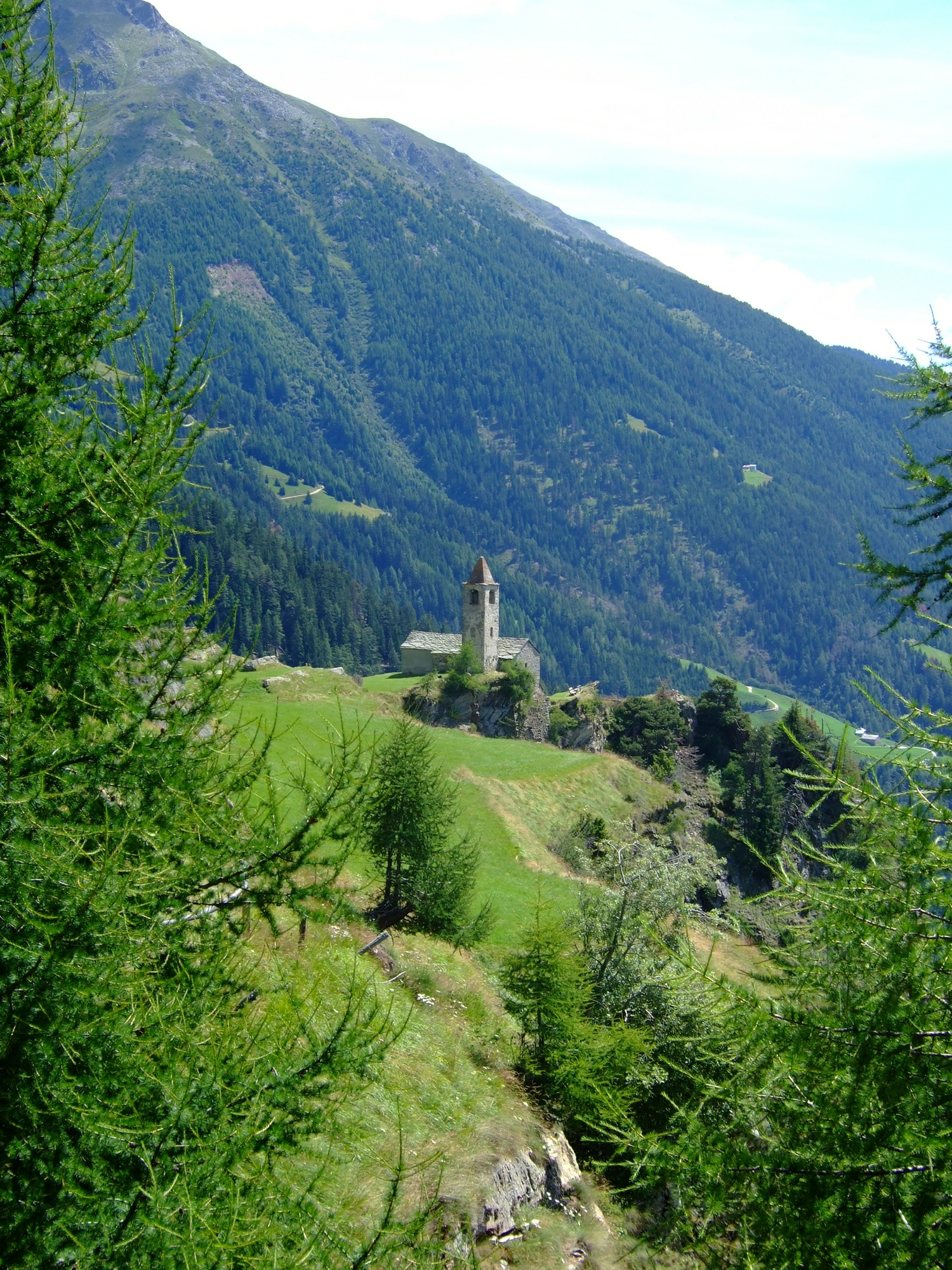
Die Kirche von San Romerio

An der Besiedlung und Urbarisierung der Gegend hatte die Gründung der 1055 erstmals erwähnten Brüdergemeinschaft San Romerio nachhaltigen Anteil. Erstmals urkundlich erwähnt wurde Brusio im Jahre 1106. Die Bedeutung des Ortsnamens ist unsicher; womöglich liegt ihm keltisch *brŏga «Gebiet, Grenze» zugrunde, das um das lateinische Suffix -ūsǐum erweitert wurde. 1222 wurde es als autonome Gemeinde genannt, die von einem Dekan nach aussen vertreten wurde. Seit dem 14. Jahrhundert bildete der Ort mit Poschiavo zusammen eine grosse Talgemeinde (Cumün), die 1408 dem Gotteshausbund beitrat.
Eine eigene katholische Pfarrei bestand seit 1501. In der Reformationszeit entstand nach 1590 eine evangelische Gemeinde. Danach waren Katholiken und Protestanten fast gleich stark vertreten. Zur Zeit der Gegenreformation, während den Bündner Wirren, am Dienstag, dem 21. Juli 1620, fielen militante katholische Veltliner unter Führung von Giacomo Robustelli auch in die paritätische Bündner Talschaft Poschiavo ein, wo ein Teil der lokalen katholischen Führung mit ihnen kooperierte. Dieses Ereignis war Teil des Veltliner Mordes. In Brusio kamen um die 30 Reformierte um; der grosse Teil der evangelischen Gemeinde war jedoch gewarnt worden und konnte sich auf die Cavaglia-Ebene zurückziehen und von dort aus ins Engadin flüchten. Durch einen Entscheid des Bündner Schiedsgerichts 1642 konnten die Evangelischen 1645 eine eigene Kirche errichten. Durch diese Ereignisse und die vermehrte Auswanderung der Reformierten sank deren Bevölkerungsanteil bis 1990 auf 9 %.
Erst 1851 löste sich Brusio aus dem Verbund mit Poschiavo. Früheres Streben nach Autonomie entbehrte nicht einer gewissen unfreiwilligen Komik. So zeichneten die Brusiesi im Jahr 1615 mit einem neu angefertigten eigenen Gemeindesiegel, mussten sich aber umgehend vom Gotteshausbund darüber belehren lassen, dass ihnen ein solches gar nicht zustehe.
Die Inbetriebnahme der Kraftwerke Brusio 1906 und der Berninabahn 1908/10 führten im 20. Jahrhundert zu einem wirtschaftlichen Aufschwung.

### Cavaione
Nachdem das Veltlin im Jahre 1797 von Graubünden abgetrennt worden war, blieb der Grenzverlauf im Gebiet von Cavaione – bis 1997 Cavajone – unklar. Das Gebiet war de facto Niemandsland; die Einwohner blieben zum grössten Teil staatenlos und unterlagen weder einer Steuer- noch einer Militärdienstpflicht. Definitiv schweizerisches Staatsgebiet wurde Cavaione erst durch die Übereinkunft zwischen Italien und der Schweiz vom 27. August 1863, genehmigt durch die Bundesversammlung am 5. Dezember 1864 und in Kraft getreten am 18. Juni 1865. Dabei war noch ein Irrtum unterlaufen, der durch einen weiteren, am 31. Dezember 1873 abgeschlossenen Vertrag berichtigt wurde. Neben den Grenzregelungen zur Dappentalfrage und zum Verenahof handelt es sich dabei um die einzige grössere Modifikation des schweizerischen Staatsgebiets seit 1815.
Erst 1875 erhielten 108 Einwohner aus vierzehn Familien in Cavaione das Bürgerrecht von Brusio und wurden damit Schweizer Bürger. Diese Einbürgerung verursachte Kosten von 43'500 Franken, inklusive 19'000 Franken für die Einrichtung einer Schule. Mit Beschluss der Bundesversammlung leistete der Bund einen Beitrag von 17'900 Franken. Der Bundesrat hatte in seiner Botschaft die soziale Situation von Cavaione wie folgt dargestellt: «Die ganze Bevölkerung beschäftigt sich ausschließlich mit Landwirthschaft, ist aber allen Berichten zufolge arm und überhaupt in hohem Grade verwahrlost.» Wegen der abgelegenen Lage war Cavaione auch ein idealer Ort für den Schmuggel von Vieh und Waren – wie Salz, Tabak und Reis. Erst im Jahre 1964 wurde Cavaione mit einer Fahrstrasse erschlossen. 1971 musste die Dorfschule geschlossen werden.
1875 lebten noch über 100 Menschen ganzjährig in Cavaione. 2025 standen die meisten Häuser einen Grossteil des Jahres leer. Nur noch acht Personen wohnten dauerhaft im Dorf. Die Stiftung Cavaione will das kulturelle Erbe des Dorfs und seiner Landschaft erhalten. Diese ist geprägt durch eine Terrassenlandschaft mit 16 Kilometer Trockenmauern – in extrem steilem Gelände.

## Bevölkerung
| Bevölkerungsentwicklung | Bevölkerungsentwicklung | Bevölkerungsentwicklung | Bevölkerungsentwicklung | Bevölkerungsentwicklung | Bevölkerungsentwicklung | Bevölkerungsentwicklung | Bevölkerungsentwicklung | Bevölkerungsentwicklung | Bevölkerungsentwicklung | Bevölkerungsentwicklung | Bevölkerungsentwicklung | Bevölkerungsentwicklung |
| ----------------------- | ----------------------- | ----------------------- | ----------------------- | ----------------------- | ----------------------- | ----------------------- | ----------------------- | ----------------------- | ----------------------- | ----------------------- | ----------------------- | ----------------------- |
| Jahr                    | 1850                    | 1880                    | 1900                    | 1910                    | 1941                    | 1950                    | 1980                    | 1990                    | 2000                    | 2010                    | 2020                    |                         |
| Einwohner               | 1000                    | 1158                    | 1199                    | 1320                    | 1470                    | 1528                    | 1258                    | 1220                    | 1202                    | 1123                    | 1120                    |                         |

In den hundert Jahren zwischen 1850 und 1950 wuchs die Bevölkerung stark um 528 (= 52,8 %) Personen an. In den darauf folgenden drei Jahrzehnten sank sie dagegen wieder stark infolge Abwanderung in die Industriezentren und Touristenorte (1950–1980: −17,67 %). Diese Entwicklung hält in abgeschwächter Form bis heute an, so dass es 2005 gleich viele Bewohner gibt wie im Jahr 1900.

### Sprachen
Umgangssprache der Bevölkerung ist der alpinlombardische Dialekt Pus'ciavin. Er wurde im Jahr 1900 von 96,16 % der Bevölkerung gesprochen. Seither hat sich daran kaum etwas geändert, wie folgende Tabelle zeigt:
| Sprachen in Brusio |                   |                   |                   |                   |                   |                   |
| Sprachen           | Volkszählung 1980 | Volkszählung 1980 | Volkszählung 1990 | Volkszählung 1990 | Volkszählung 2000 | Volkszählung 2000 |
| Sprachen           | Anzahl            | Anteil            | Anzahl            | Anteil            | Anzahl            | Anteil            |
| Deutsch            | 43                | 3,42 %            | 45                | 3,69 %            | 64                | 5,32 %            |
| Rätoromanisch      | 15                | 1,19 %            | 12                | 0,98 %            | 8                 | 0,67 %            |
| Italienisch        | 1'191             | 94,67 %           | 1'150             | 94,26 %           | 1'111             | 92,43 %           |
| Einwohner          | 1'258             | 100 %             | 1'220             | 100 %             | 1'202             | 100 %             |

Amtssprache der Gemeinde ist das Italienische.

### Herkunft und Nationalität
Von den Ende 2005 1198 Bewohnern waren 1108 (= 92,49 %) Schweizer Staatsangehörige.

## Wirtschaft

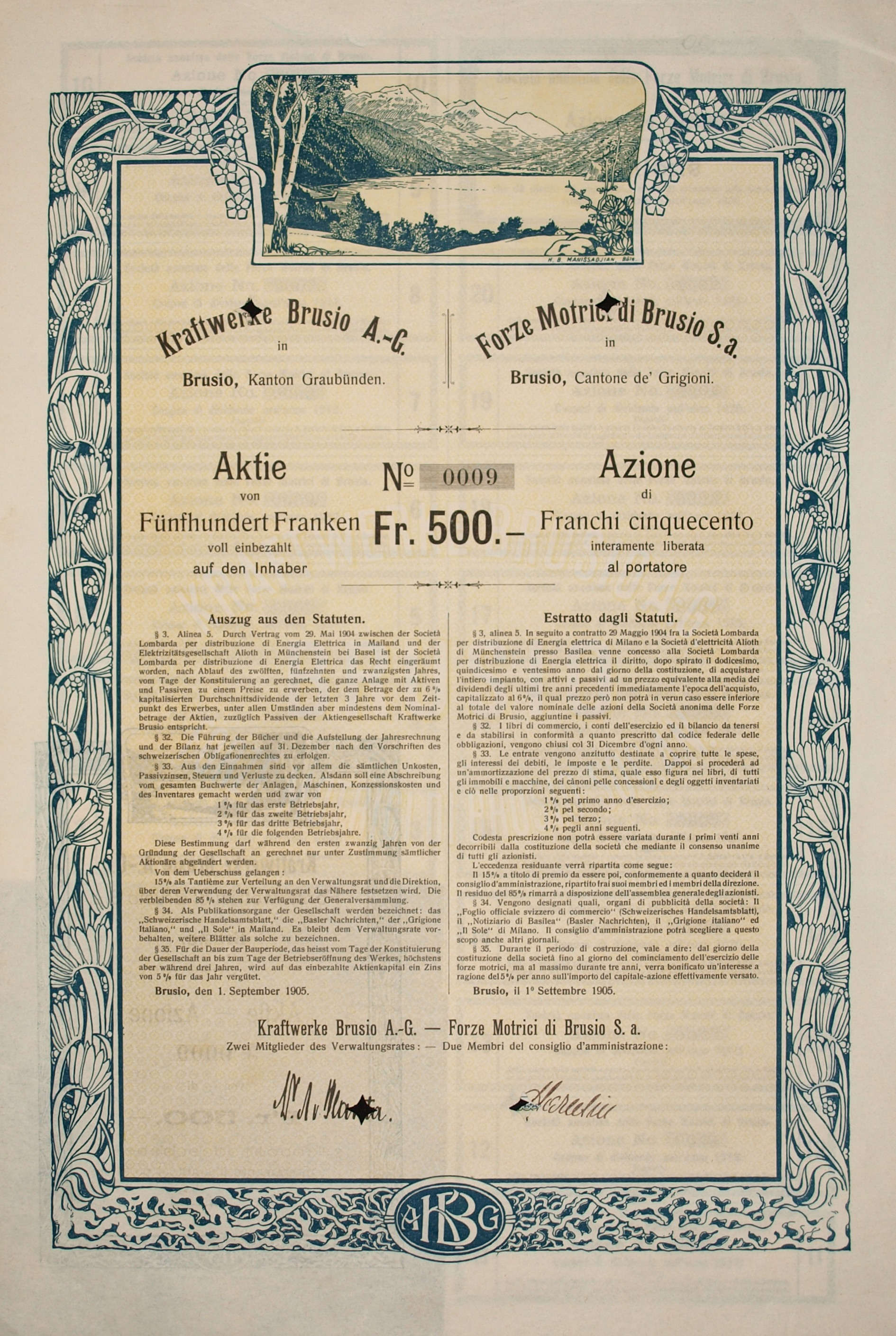
Aktie der Kraftwerke Brusio AG vom 1. September 1905

In der Wirtschaftsstruktur der Gemeinde dominieren mehrere bekannte Kellereien, die den im nahen Veltlin – zum Teil auf eigenen Rebflächen – angebauten Rotwein abfüllen und in der Schweiz vertreiben. Ihre grossen Gebäude sind ebenso wenig zu übersehen wie das Lagerhaus eines Obst- und Gemüseimporteurs. Das ortsansässige Natursteinwerk verarbeitet Granit und Metabasit aus den Steinbrüchen um Campascio.
Weitere wichtige Arbeitgeber sind die Kraftwerke, die Rhätische Bahn und die Zollverwaltung. Daneben gibt es einige kleinere Gewerbe- und Handwerksbetriebe, vor allem in der Baubranche, sowie mehrere Tankstellen. Um 1995 siedelte sich ein kleiner Betrieb der chemisch-pharmazeutischen Industrie an. Der Tourismus spielt in Brusio eine geringere Rolle. An den zeitweise bedeutsamen Schmuggel von Kaffee und Tabak erinnern nur noch einige Ausstellungsstücke im Ortsmuseum.

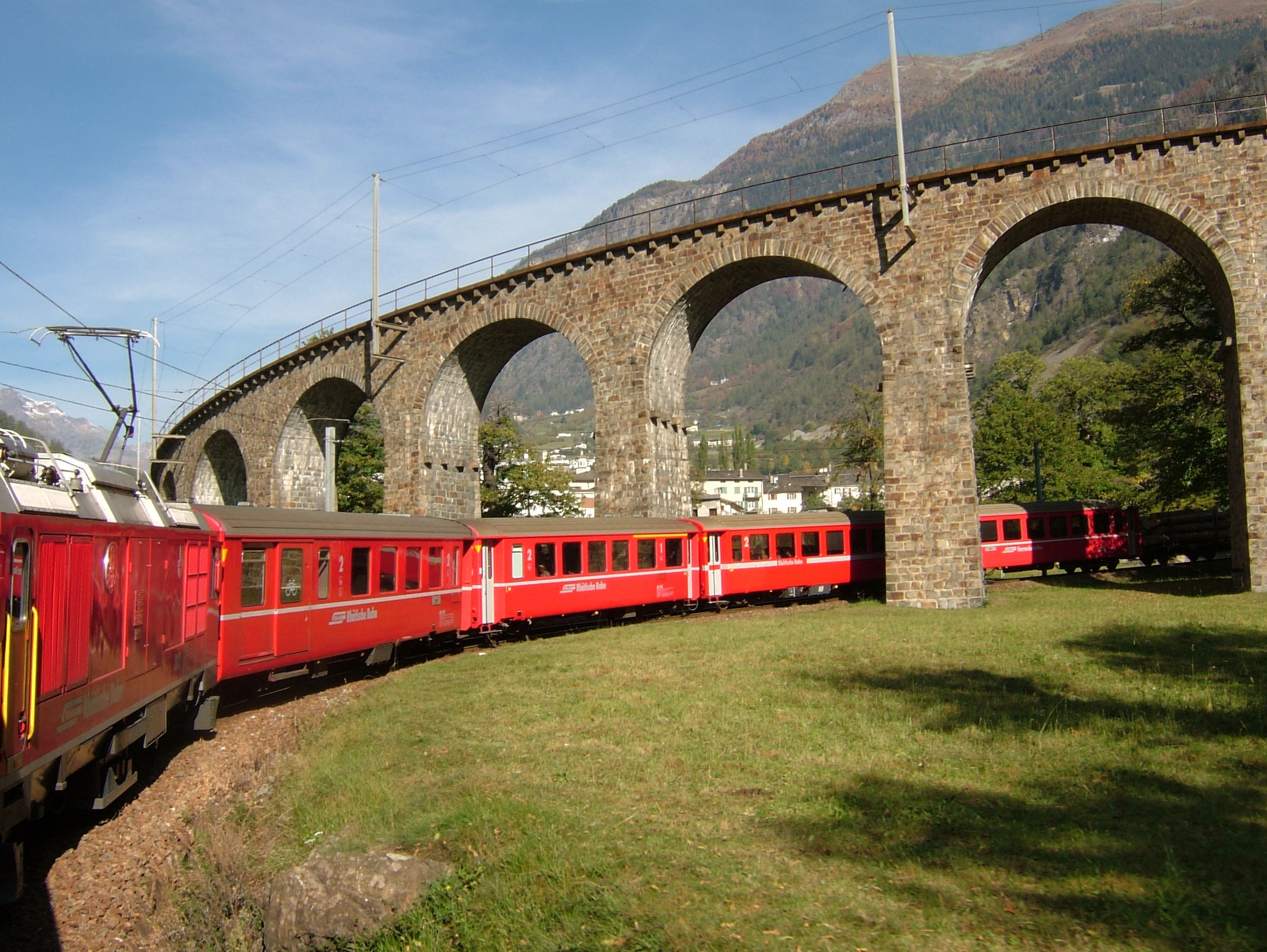
Das Kreisviadukt der Rhätischen Bahn

In der Landwirtschaft waren 166 Personen tätig, im produzierenden Gewerbe 178 und im Dienstleistungsbereich 333 (Stand 2000–2001).

### Verkehr
Durch Brusio, Campascio und Campocologno führt die Hauptstrasse 29 vom Berninapass ins Veltlin. Schmale kurvenreiche Fahrstrassen erschliessen die hochgelegenen Dörfer Viano und Cavaione.
Auf Gemeindegebiet liegen die zwei Stationen Brusio und Campocologno und die Haltestelle Campascio der 1908 eröffneten Berninabahn. Insbesondere im Güterverkehr hat Campocologno grosse Bedeutung als Grenzbahnhof. Seit 1998 betreibt die Rhätische Bahn oberhalb der Station auf der linken Seite des Poschiavino einen gesonderten Güterbahnhof, auf dem vor allem Mineralölprodukte und Stammholz umgeschlagen werden.

## Sehenswürdigkeiten

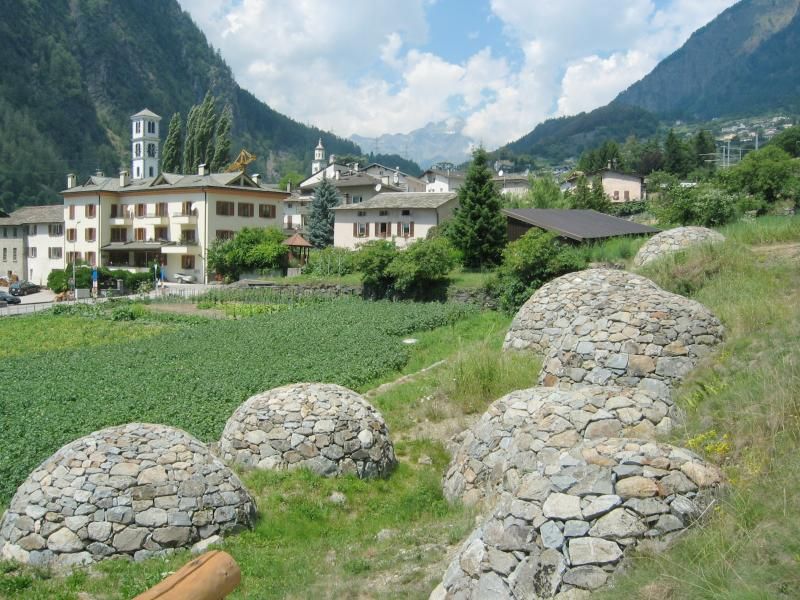
Die Crotti von Brusio

- Das Ortsbild prägen die barocken Türme der beiden Kirchen: die katholische Pfarrkirche San Carlo Borromeo (1617)[16]
- Reformierte Pfarrkirche (1645), mit einer Rokoko-Orgel aus Bergamo[16].
- Katholische Kirche Santa Famiglia erbaut 1910–1912 von Ugo Zanchetta[16][17].
- Kirche San Romerio aus dem 11. / 16. Jahrhundert auf der Alpe San Romerio[16]
- Im Dorfkern stehen mehrere stattliche Bürgerhäuser, darunter die als Museum eingerichtete Casa Besta[18][16].
- Casa Nussio[19][16].
- Schulhaus und Gemeindehaus von Bruno Giacometti[16].
- Über die gesamte Gemeinde verstreut liegen die crotti oder scélé, Rundbauten aus Trockenmauerwerk, die als Kühlraum für Milch und Käse dienten[16].
- Betkapelle San Gottardo im Ortsteil Miralago[16].
- Hoch über dem Lago di Poschiavo thront die Alp San Romerio mit der 1055 erstmals erwähnten Kapelle[16]. Das Schiff des Kirchleins stammt wohl noch aus dem 11. Jahrhundert, Chor und Turm wurden im 15. bis 16. Jahrhundert angefügt. Von diesem in zweistündiger Wanderung ab Viano erreichbaren Aussichtspunkt geniesst man einen umfassenden Blick auf das Gemeindegebiet.
- Unterhalb des Dorfes liegt das bekannte Kreisviadukt von Brusio der Rhätischen Bahn[16].
- Beim Kreisviadukt der Berninabahn wurden drei Skulpturen des einheimischen Bildhauers Cristiano Paganini aufgestellt[16].

## Veranstaltungen
- Il Palio delle contrade[20]

## Söhne und Töchter der Gemeinde
- Remo Bornatico (* 19. Oktober 1913 in Brusio; † 22. März 1989 in Chur), Journalist, Politiker, Bündner Grossrat.[21]
- Dino Bornatico (* 1945 in Brusio; † 2005 in Porza), Ökonom, Medienunternehmer
- Grytzko Mascioni (1936–2003), Schriftsteller und Journalist (mit Heimatort Brusio)
- Ettore Mazzoleni (* 18. Juni 1905 in Brusio; † 1. Juni 1968 in Oak Ridges), kanadischer Dirigent und Musikpädagoge Schweizer Herkunft
- Gaudenz de Misani (* 25. September 1743 in Brusio; † nach 1795 ebenda), Rechtsanwalt, 1763–1765 Podestà in Plurs, 1771–1773 Statthalter des Podestà in Tirano[22][23]
- Johann Theodor de Misani (* um 5. Juli 1752 in Brusio; † 27. Juni 1813 ebenda), 1774–1775 Landammann des Gerichts Sur Funtauna Merla[24]
- Dario Monigatti (* um 1940 in Brusio), Dozent, Mitglied der Società storica Val Poschiavo, Grossrat, Publizist[25]
- Remigio Nussio (* 29. Juli 1919 in Brusio; † 2000 ebenda), Musiker und Komponist[26]
- Arturo Plozza (* 1954 in Brusio), kantonaler Beamter (Direktor des Amtes für Jagd und Fischerei), Gemeindepräsident von Brusio, Präsident der Regione Bernina, Publizist[27]
- Karin Thomas (* 1961), Skilangläuferin

In Brusio wirkend:
- Begoña Feijoó Fariña (* 1977 in Vilanova de Arousa), Schriftstellerin, Präsidentin der Sektion Valposchiavo von Pro Grigioni Italiano sowie künstlerischer Leiter der Theatersaison I monologanti von Brusio[28]